# Uniunea Națională pentru Independența Totală a Angolei
Uniunea Națională pentru Independența Totală a Angolei (portugheză: União Nacional para a Independência Total de Angola), cunoscut sub acronimul UNITA, este un partid politic din Angola, ce, azi, aparține spectrului de dreapta. Face parte din Internaționala Centrist-Democrată. 
Partidul a fost fondat în anul 1966, de către Jonas Savimbi, conducător al mișcării de rezistență și politician din Angola. După ce și-a obținut doctoratul în străinătate, s-a întors pentru a înființa Uniunea Națională pentru Independența Totală a Angoliei.
UNITA a luptat alături de Mișcarea Populară de Eliberare a Angolei – Partidul Muncii (MPLA) în Războiul Angolez de Independență (1961–1975), împotriva portughezilor, apoi și-a întors armele împotriva fostului aliat, MPLA, într-un război civil lung (1975–2002). Războiul a fost cel mai important conflict prin intermediari al Războiului Rece, unde UNITA a primit ajutor militar de la chinezi (1966 - octombrie 1975) și de la regimul apartheid sud-african, iar de la americani bani și servicii de contraspionaj, în vreme ce MPLA a primit sprijin de la sovietici și de la aliații lor, mai ales Cuba.
Până la 1996, UNITA a beneficiat de bani grație minelor de diamant angoleze din provinciile Lunda Norte și Lunda Sul, de lângă Valea Cuango, mai ales în urma exploatării minei Catoca, ce a fost singura mină de kimberlite din țară la acea vreme. 
După moartea lui Savimbi, UNITA a abandonat lupta armată și a participat în cea electorală și politică.    
La alegerile prezidențiale din anul 1992, Jonas Savimbi, candidatul partidului, a obținut 1.579.298 de voturi (40,07 %), dar a pierdut cursa. 
La alegerile parlamentare din anul 1992, partidul a obținut 1.347.636 de voturi (34,1 %, adică 70 locuri). La noile alegerile parlamentare din anul 2017, partidul a obținut 26,7 % din votul popular, adică 51 de locuri din 220. 
Șeful actual al partidului e domnul Adalberto Costa Júnior, începând din 2019, care e și deputat angolez.    

Steagul partidului angolez UNITA

1. ↑   http://news.bbc.co.uk/1/hi/special_report/1999/01/99/angola/263954.stm Lipsește sau este vid: |title= (ajutor)
2. 1 2   http://news.bbc.co.uk/1/hi/world/africa/264094.stm Lipsește sau este vid: |title= (ajutor)
3. ↑  Enciclopedia Univerdală Britanica. 14. Litera. 2010. p. 9.
4. ↑  Blaine Harden. „DIAMOND WARS: A special report; Africa's Gems: Warfare's Best Friend”. New York Times. Arhivat din original în 2020-01-28. Accesat în 1 decembrie 2021. Verificați datele pentru: |access-date= (ajutor)